# Phare de Na Foradada
Le phare de Na Foradada est un phare situé sur la petite île de Na Foradada faisant partie des îles de Cabrera, dans l'archipel des Îles Baléares (Espagne).
Il est géré par l'autorité portuaire des îles Baléares (Autoridad Portuaria de Baleares) au port d'Alcúdia.

## Histoire
L'archipel de Cabrera situé à 10 km du Cap de las Salinas (dans le sud de l'île de Majorque), est en réalité un éperon au sud de la Sierra de Levante. Il se compose de 19 îles et îlots. L'archipel fait partie du parc national de l'Archipel de Cabrera depuis le 29 avril 1991 et possède une flore et une faune très bien préservées.
En 1865, un budget est approuvé pour mener une étude afin d'installer sur ce rocher un phare de 4e ordre, mais il n'a jamais été réalisé.
En 1926, un phare est construit sur l'îlot de Na Foradada. C'est une lumière automatique alimentée au gaz d'acétylène. Il est situé à 8 miles du phare de n'Ensiola et son entretien doit être effectué trois fois par mois par les gardiens du phare de Cabo de las Salinas, si le temps le permet. Il est actuellement inclus dans le réseau des signaux marins à distance sous contrôle de l'Administration portuaire de Baléares .
Identifiant : ARLHS : BAL-048 ; ES-35540 - Amirauté : E0340 - NGA : 4868 .
|             |
| Na Foradada |

|          |
| Le phare |